# Jakob van Schevichaven
Jakob van Schevichaven (* 20. Juni 1866 in Sneek, Fryslân; † 20. Mai 1935 in Den Haag, Zuid-Holland) war ein niederländischer Schriftsteller, der unter dem Pseudonym Ivans Kriminalromane verfasste. Sein Debütroman De man uit Frankrijk aus dem Jahre 1917 gilt als der erste wirkungsvolle niederländische Kriminalroman.

## Leben und Werk
Jakob van Schevichaven war das einzige Kind von Samuel van Schevichaven und Martina Melink. Die Familie zog 1867 nach Amsterdam, wo Jakob van Schevichaven von 1884 an Jura studierte und 1888 sein Studium mit der Promotion abschloss. 1889 zog van Schevichaven nach Budapest, um in der ungarischen Filiale der niederländischen Versicherungsgesellschaft „De Algemeene“ zu arbeiten, ehe er 1893 in die Zentrale nach Amsterdam zurückkehrte, wo er 1908 zum Direktor avancierte. 1894 heiratete er Sophia Vreedenberg und wurde in den folgenden Jahren Vater eines früh verstorbenen Sohnes und zweier Töchter. 1914 wurde die Ehe geschieden, und van Schevichaven zog mit der zwanzig Jahre jüngeren Jeanne Kiës zusammen, die ihm eine dritte Tochter gebar.
1894 schrieb van Schevichaven das Drama Een Hongaarsch duel, und neben seiner Tätigkeit bei „De Algemeene“ veröffentlichte er Sachbücher zum Thema „Lebensversicherung“. Da „De Algemeene“ europaweit agierte, geriet das Unternehmen während des Ersten Weltkriegs in eine Schieflage. Finanziell angeschlagen begann van Schevichaven 1917 mit dem Schreiben von Kriminalromanen, wofür er sich das Pseudonym Ivans (I. van S.) zulegte. Als 1921 „De Algemeene“ in Konkurs ging, machte er seinen Neben- zum Hauptberuf und verfasste in rascher Abfolge mehr als 40 Krimis, in denen in verschiedenen Serien der britische Meisterdetektiv Geoffrey Gill, dessen Abenteuer von seinem Freund Mijnheer Willy Hendricks erzählt werden, der niederländische Amateurdetektiv Freiherr Paul van Renesse und die Detektivin Miss May Higgins auftreten.
Außerdem schrieb van Schevichaven vier Kinderbücher.
Jakob van Schevichaven starb 1935 in Den Haag im Alter von 68 Jahren an Herzversagen.
Sein Grab befindet sich auf dem niederländischen Friedhof Oud Eik en Duinen in Den Haag.

## Werke (Auswahl)
- 1917: De man uit Frankrijk

→ dt. Der Mann aus Frankreich. Gutenberg Druckerei und Verlag, Berlin 1924
→ dt. Der Mann aus Frankreich. Heyne, München 1979
- 1917: Het spook van Vöröshegy

→ dt. Der Spuk von Vöröshegy. Gutenberg Druckerei und Verlag, Berlin 1924
- 1919: De medeplichtigen

→ dt. Die Helfershelfer. Gutenberg Druckerei und Verlag, Berlin 1924
- 1923: Het verloren kruis

→ dt. Miss Higgins auf den Spuren des Mörders. Vertaal & Verlaat, Marburg 2009